# Fire Wind
Fire Wind è un album della band Electric Sun pubblicato nel 1981.

## Tracce
1. Cast Away Your Chains 3:56
2. Indian Dawn 5:16
3. I'll Be Loving You Always 5:00
4. Fire Wind 5:03
5. Prelude in Space Minor 1:22
6. Just Another Rainbow 3:54
7. Children of the Sea 3:23
8. Chaplin and I 5:45
9. Enola Gay (Hiroshima Today?) 10:37

## Formazione
- Uli Roth - chitarra, voce
- Sidhatta Gautama - batteria
- Ule Ritgen - basso